# Victor Amadeus van Hessen-Rotenburg
Victor Amadeus van Hessen-Rotenburg (Rotenburg, 2 september 1779 - Zembowitz, 12 november 1834) was van 1812 tot aan zijn dood landgraaf van Hessen-Rotenburg, van 1815 tot aan zijn dood graaf van Corvey en van 1821 tot aan zijn dood hertog van Ratibor. Hij behoorde tot het huis Hessen-Kassel.

## Levensloop
Victor Amadeus was de zoon van landgraaf Karel Emanuel van Hessen-Rotenburg uit diens huwelijk met Leopoldina, dochter van vorst Frans Jozef I van Liechtenstein. In 1806 werd het keurvorstendom Hessen bezet door de troepen van Napoleon en in 1807 opgenomen in het Koninkrijk Westfalen, onder leiding van Napoleons broer Jérôme Bonaparte. De rechten van Hessen-Rotenburg bleven onder dit nieuwe koninkrijk onaangeroerd.
Toen Jérôme Victor Amadeus aanbood om zijn kamerheer te worden, weigerde hij, met het argument dat hij een keizerlijk burger was. Daarop beschuldigde Bonaparte hem van leenbreuk en vluchtte Victor Amadeus naar Sankt Goar. Uiteindelijk verklaarde keizer Frans II Victor Amadeus tot staatsburger van Westfalen. In 1812 volgde hij zijn vader op als landgraaf van Hessen-Rotenburg. Na de dood van zijn vader moest hij het Paleis Hessen-Rotenburg in Kassel verkopen, om de 35.000 daalders schulden in te lossen die hij moest betalen aan de verdreven keurvorst van Hessen en nu opgeëist werd door Jérôme Bonaparte. Nadat hij het geld had betaald, werd hij in juli 1813 door de koning van Westfalen erkend als vorst, maar weigerde hij opnieuw in Bonapartes dienst te treden.
Ook na de restauratie van het keurvorstendom Hessen in 1813 bleef Victor Amadeus zijn rechten als landgraaf van Hessen-Rotenburg behouden. In 1820 kreeg hij, in de nasleep van het Congres van Wenen, als allodium het hertogdom Ratibor en het vorstendom Corvey toegewezen, als compensatie voor de gebieden die hij in 1815 verloren was aan Pruisen.
In 1821 weigerde hij elke medewerking aan de bestuurlijke hervorming van het keurvorstendom Hessen. Hij beschouwde de voorwaarden van deze hervorming als niet-bindend voor zichzelf en zijn bezittingen. Uiteindelijk kon keurvorst Willem II van Hessen hem overtuigen al zijn rechten en eigendommen in Hessen af te staan in ruil voor een geldsom van 450.000 daalders. Tussen 1825 en 1833 verhuisde hij zijn hofbibliotheek in Rotenburg, met 36.000 werken, naar Corvey. Zijn boeken worden tegenwoordig bewaard in de Vorstelijke Bibliotheek van Corvey.
Victor Amadeus was driemaal gehuwd. Op 20 oktober 1799 huwde hij met zijn eerste echtgenote Leopoldina (1781-1806), dochter van vorst Filips van Fürstenberg, op 10 september 1812 met zijn tweede echtgenote Elisabeth (1790-1830), dochter van vorst Karel Lodewijk van Hohenlohe-Langenburg, en op 19 november 1831 met zijn derde echtgenote Eleonora (1799-1851), dochter van prins Frans van Salm-Reifferscheidt-Krautheim. Zijn eerste en derde huwelijk bleven kinderloos, uit zijn tweede huwelijk had hij enkel een doodgeboren dochter.
Hij overleed in november 1834 op 55-jarige leeftijd. Na de dood van Victor Amadeus viel Hessen-Rotenburg terug aan het keurvorstendom Hessen, terwijl hij in zijn testament Ratibor en Corvey overdroeg aan zijn neef Victor van Hohenlohe-Schillingsfürst.